# Бань Чжао
Бань Чжа́о (кит. 班昭; второе имя — Хуэйбань (кит. 惠班); 45—116) — известная китайская писательница, первая известная китайская женщина-историк и учёный.
Происходила из аристократической семьи Бань. Дочь Бань Бяо, крупного государственного деятеля и историка времён династии Хань. Родилась в городке Анлин близ современного Сяньяна в провинции Шэньси. Получила хорошее образование. В 59 году вышла замуж за представителя местной служилой знати Цао Шишу. Впрочем, вскоре овдовела, однако больше ни с кем не обручилась. Стала заниматься наукой, сочинение стихов, трактате, интересовалась историей, астрономией, математикой. В 92 году была призвана ко двору императора Хэ-ди, чтобы продолжить написание истории династии Хань после умершего брата Бань Гу. Вскоре получила поручение императора преподавать его дочерям и придворным дамам классическую литературу, историю, астрономию и математику. За это Бань Чжао получила звание Цао Дага (почётная девица Цао).
После смерти императора в 106 году Бань Чжао стала советницей регентши Дэн Суй (бывшей ученицы Бань Чжао), которая была фактической правительницей Китая при императорах Шан-ди и Ань-ди. Через некоторое время получила должность главы императорской библиотеки. На этом посту наладила работу по копированию старинных рукописей для дальнейшего их распространения. До конца жизни Бань Чжао имела значительное влияние при императорском дворе. Умерла в 116 году в столице империи Лояне. Бань Чжао изображена в У Шуан Пу (無雙 譜, Таблица несравненных героев) Цзинь Гуляна.

## Творчество
Наиболее значимыми работами Бань Чжао является завершение за братом Бань Гу истории династии Восточная Хань — «Книга Хань». В неё была добавлена генеалогия императрицы Доу, матери императора Хэ-ди. К истории был присоединён трактат по астрономии.
Значительным произведением является «Руководство для женщин», которое Бань Чжао составляла для молодых аристократок. В нём даются советы по личной жизни, воспитанию, подчёркивается необходимость быть послушной, образованной.
Совершив путешествие в провинцию Хэнань, Бань Чжао написала в 101 году «Путешествие на Восток». Также она написала «Воспоминания», которые не сохранились до нашего времени.